# Luca Scala
Luca Scala (L'Alguer, 15/10/1966) és un estudiós autodidacte de la llengua catalana de L'Alguer i de les tradicions locals. S'ha destacat en el camp de l'adaptació de textos al català de l'Alguer. Fou el responsable tècnic, des del 1994, dels manuals que edita el Centre de Recursos Pedagògics Maria Montessori (extensió universitària a l'Alguer de la càtedra de Llengua i literatura catalanes de la Università degli Studi di Sassari). És assessor lingüístic de l'Oficina de Normalització Lingüística d'Òmnium Cultural de l'Alguer des del 1997. El setembre del 2002 fou el coordinador del Centre de Recursos Pedagògics Maria Montessori de l'Alguer. És cofundador i vicepresident de l'Arxiu de Tradicions de l'Alguer, des del 1997.
És l'autor del llibre «Català de l'Alguer: criteris de llengua escrita» que presenta el model d'estàndard restringit per l'alguerès adoptat per l'Institut d'Estudis Catalans.